# Obeliscul hatmanului polonez Stanisław Żółkiewski
Obeliscul hatmanului polonez Stanisław Żółkiewski sau Stâlpul leahului, așa cum este cunoscut în popor, este un monument istoric de importanță națională din Republica Moldova, amplasat în satul Berezovca, raionul Ocnița. Ridicat inițial în 1621, acolo unde murise hatmanul Stanisław Żółkiewski cu un an înainte, a ajuns într-o stare precară în sec. XIX, reconstruit în 1908-1912 și restaurat în 2003 din fondurile Senatului Poloniei. Obiectivul este inclus în Registrul monumentelor Republicii Moldova ocrotite de stat, cu numărul 1666 al zonei de nord.
El reprezintă una dintre primele construcții de pe teritoriul actual al Republicii Moldova cărora le-a fost recunoscută calitatea de monument istoric, fiind inclus în lista antichităților din Basarabia, întocmită din ordinul guvernatorului militar Pavel Fiodorov în 1837-1838, alături de Biserica Sf. Dumitru din Orhei, Cetatea Sorocii, Biserica Adormirea Maicii Domnului din Căușeni și alte clădiri vechi.

## Amplasare
Obeliscul se găsește pe dealul Saucii, la aproximativ 500 m sud de marginea satului Berezovca și la 2,3 km est de satul Sauca, lângă un drum de țară care duce spre pădurea Dumbrava și satul Sudarca. În scrierile mai vechi, monumentul este atribuit geografic satului Sauca sau Sudarca, din cauză că Berezovca nu exista încă atunci, localitatea din urmă fiind fondată în anul 1928.

## Istorie

### Stanisław Żółkiewski

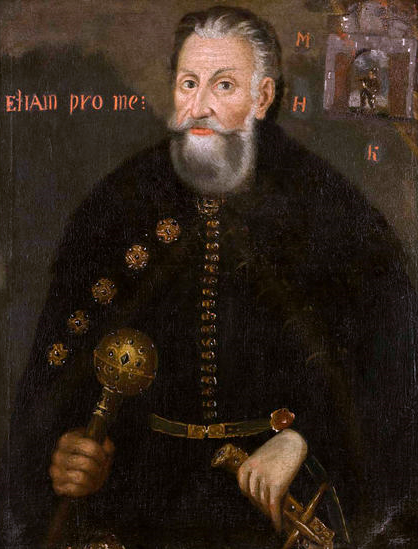
Portretul lui Stanisław Żółkiewski (pictor anonim, începutul sec. XVII).

Stanisław Żółkiewski (1547-1620) a fost voievod al Kievului, hatman și mare cancelar al Coroanei polono-lituaniene. S-a remarcat în istorie datorită calităților sale de general, luând parte la mai multe conflicte de rezonanță, inclusiv campaniile împotriva Moscovei (1579-1581), Războiul Succesiunii Poloneze (1587-1588) și Războiul Polono-Rus (1605-1618), în 1610 reușind să-l instaleze pe prințul Władysław ca țar al Moscovei. Alături de Jan Zamoyski, a fost victorios în Prima Bătălie de la Țuțora (1595) cu Imperiul Otoman și în Bătălia de la Bucov (1600) împotriva lui Mihai Viteazul, instalându-l atunci pe Simion Movilă pe tronul Țării Românești. În ciuda succeselor sale a avut neînțelegeri permanente cu alți nobili polonezi. De asemenea, el este străbunicul regelui Poloniei, Ioan al III-lea Sobieski.

### A doua bătălie de la Țuțora și moartea hatmanului
Pe fonul luptei pentru supremație asupra țărilor române dintre Uniunea Statală Polono-Lituaniană și Imperiul Otoman, în 1617 s-a semnat Tratatul de la Bușa, prin care primii se angajau să cedeze Porții Hotinul, să nu se mai amestece în afacerile interne ale Moldovei, Țării Românești și Transilvaniei și să împiedice incursiunile de jaf ale cazacilor în teritoriul otoman. Cei din urmă, la rândul lor, trebuiau să pună capăt jafurilor tătare pe teritoriul polonez.
Întrucât niciuna dintre părți nu a respectat condițiile tratatului, un nou conflict a fost iminent, Poarta Otomană declarând război în 1620. Luptele au avut loc pe teritoriu străin și anume în Moldova. Polono-lituanienii nu erau pregătiți să întreprindă o campanie militară de mare anvergură, reușind să adune aproximativ 10.000 de ostași, inclusiv un mic detașament condus de domnul Moldovei, Gaspar Graziani.
Armata polono-lituaniană, sub comanda hatmanilor Żółkiewski și Koniecpolski, a suferit înfrângere în Bătălia de la Țuțora (1620), după care rămășițele acesteia urmau să se refugieze peste Nistru, însă pe tot parcursul retragerii au fost hărțuite de tătari. Ajungând la mai puțin de 10 km depărtare de Nistru, în preajma satului Sauca, au decis să facă tabără și să înnopteze, moment în care au fost prinși în ambuscadă de tătari. Spre deosebire de alți nobili polonezi, care au fost luați prizonieri, Stanisław Żółkiewski a fost ucis, iar capul lui trimis Porții și purtat pe străzile din Constantinopol, de unde a fost răscumpărat abia doi ani mai târziu.

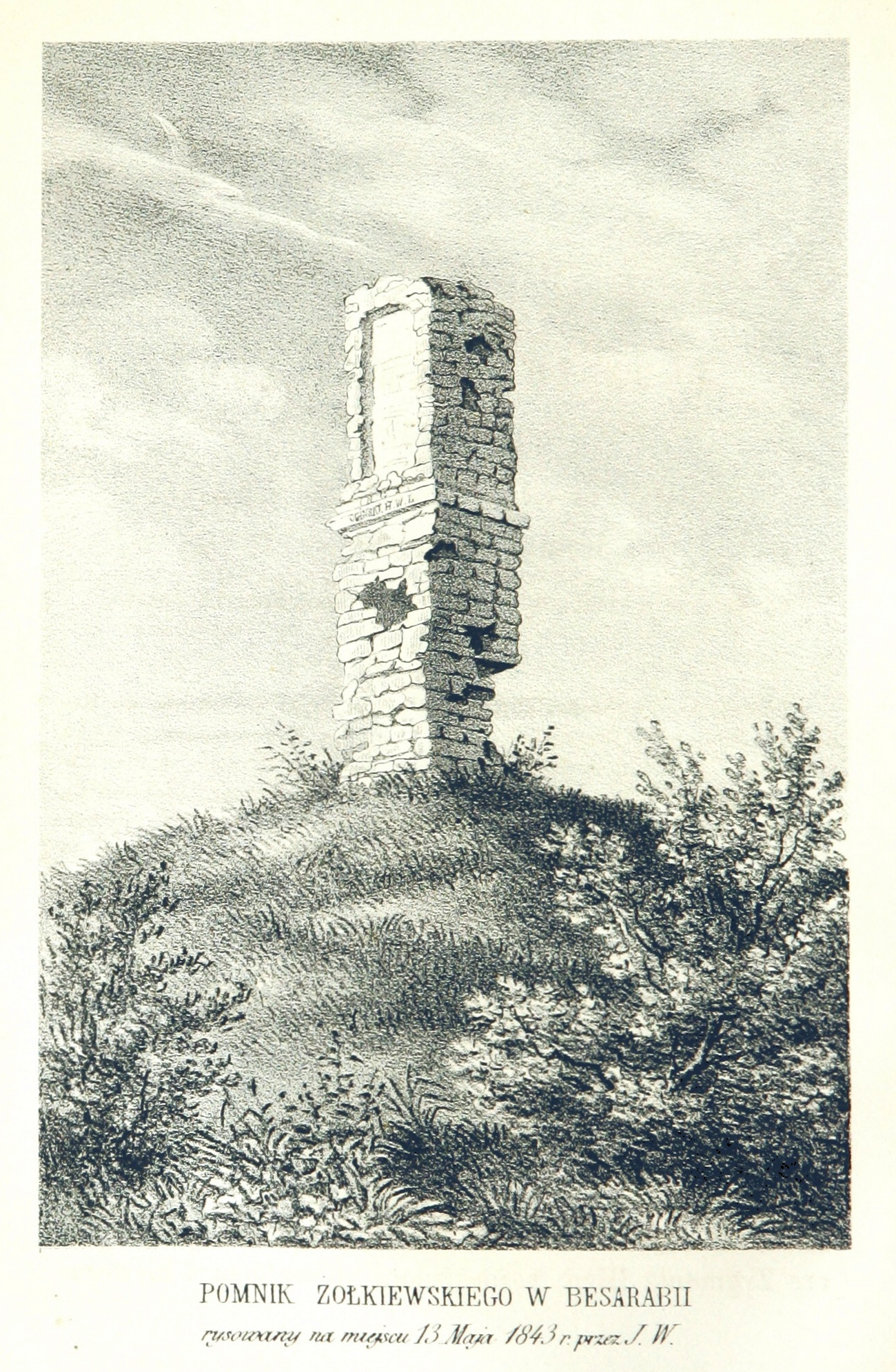
Ilustrația monumentului realizată pe loc în 1843.

### Ridicarea monumentului și starea sa de-a lungul timpului
Obeliscul a fost ridicat de fiul lui Stanisław Żółkiewski, Jan, în 1621, în locul unde hatmanul fusese ucis. Între timp, osemintele acestuia au fost înhumate în cripta bisericii parohiale din Żółkiew, acolo unde au rămas neatinse timp de aproape 300 de ani, mormântul fiind redeschis în 1905. În 1908, rămășițele hatmanului au fost reînhumate într-un nou sarcofag, în același loc.
O primă apreciere a stării obeliscului se datorează guvernatorului militar al Basarabiei, Pavel Fiodorov, care a dispus repertorierea monumentelor istorice de pe teritoriul guberniei. Inscripția se citea cu greu, lipsind litere. Arhitectul F. Gasket a atașat și un prim desen la raport.